# Ribno
Ribno (IPA: [ˈɾiːbnɔ]) è un insediamento (naselje) del Comune di Bled nella regione statistica dell'Alta Carniola in Slovenia.
La chiesa del paese è dedicata a San Giacomo.

## Collegamenti esterni

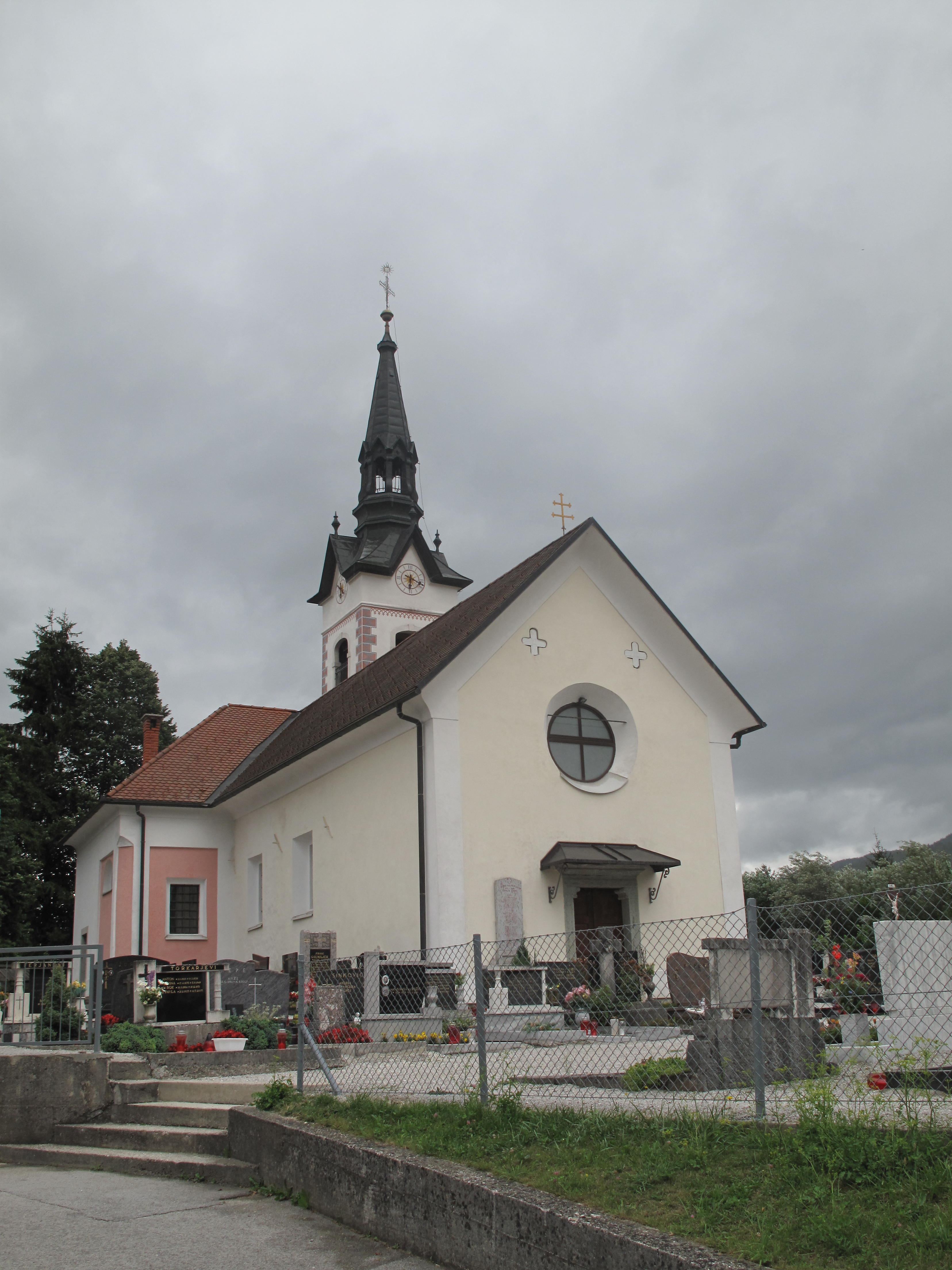
La chiesa del paese